# 军队政治工作学
军队政治工作学是研究军队政治工作的一门学科。所謂軍隊政治工作，也時稱政治作戰、政戰體系、政工體系等，內容包括對軍隊內部的控管，及對敵心理作戰等。政戰（政工）制度源起於蘇聯共產黨在蘇聯紅軍中設置的政治委員，後期的中國國民黨與中國共產黨紛紛仿效。一開始「軍隊政治工作」，主要作為軍隊裡的思想檢查工具。但隨著時代演進，政戰人員的角色也有所轉換。

## 中華民國
在中國國民黨內，政戰制度從1924年（民國十三年）黃埔建軍以來即存在。所謂黄埔官校之濫殤，乃為孫中山有感各地軍閥分據，需要教育養成一支革命軍隊，時值蘇聯為拉攏中國國民黨，而孫中山亦需尋求外力抵抗國內分裂局面，於1923年派蔣介石赴蘇聯，考察其黨政軍，以為參考。 故黄埔建軍時，師法蘇聯「政工體系」，於軍事體系上加了一層中央政府層級的監督體系。
1945年第二次世界大戰結束後，因進行軍隊國家化，逐步廢除政工制度。1949年第二次國共戰爭失敗，中华民国政府遷臺後，鑑於在中國大陸的敗退、共產黨滲透軍隊導致將領倒戈，認為是其中主要原因之一，即廢除政工，造成軍隊失去中心思想。蔣介石遂將政工組織，交由留學蘇聯的兒子蔣經國重新規劃，以建立中央政府直接控制的監軍系統。
1950年，成立政工幹部學校（今國防大學政治作戰學院），將「國防部政工局」調整為「國防部政治部」，1951年更名為「總政治部」，1963年8月改名為「總政治作戰部」，平行軍事系統。鑑於兩岸情勢，2000年由立法院立法規範政戰制度相關法源，改組為「總政治作戰局」，屬國防部一級機關。1987年中華民國解嚴，軍隊跟著轉型。政戰人員也逐漸褪下黨代表的角色。
政戰工作可概分為「組訓」、「輔教」、「監察」、「保防」、「福利」五大部分，依政戰單位組織，簡稱為「政一」至「政五」。（高司政戰單位，尚有新聞傳播、心理作戰、眷屬服務、藝術文化等處，及政戰計劃委員會。基層政戰工作仍以五大工作概括後四處一會之業務。）
組訓（政一）：平時進行人事調動，人員組織管制；戰時對敵進行俘虜編管。
輔教（政二）：平時加強官兵精神教育（如莒光日）；戰時對敵進行心戰工作，設有心輔官、諮商輔導士、心輔文書兵。
監察（政三）：平時考核官兵言行；戰時監控主官動向，也對軍中帳目及文書進行考核，設有監察官。
保防（政四）：保密防諜之教育及實施，設有保防官。
福利（政五）：有關官士兵生老病死之慰問撫卹，單位內福利之建設，以及眷屬之照顧。

## 中华人民共和国
中华人民共和国的部队政治工作是中国共产党在部队中的思想工作和组织工作，是军队战斗力构成的重要因素，是中国共产党对军队的绝对领导。政治指挥是与军事指挥、后勤指挥、装备指挥并列的，指為達成軍隊任務，除直接使用武力外，所採取思想政治手段。中国军队政治工作包括：
- 政治组织工作：负责部队内部中国共产党的党委全委会、常委会的办公工作；机关党组织的活动；下属部队或分队的党的组织建设工作；党员发展与党员管理；开展争优创先活动；军人的奖励、评功；战时牺牲或平时责任事故或意外事故去世或因病去世的军人的抚恤工作、干部的计划生育工作等等。
- 青年工作：负责部队内部共青团的建设组织工作，战士的思想动态与宣传鼓动工作等。解放军历史上，很多著名人物都做过基层部队的“青年干事”，如魏巍。非战时，出于精简编制目的，青年工作并入了政治组织工作，如“总政治部组织部青年局”、“军区政治部组织部青年处”。
- 干部工作：负责部队的干部的考核、任免、调配、军衔评定、专业技术职称评定等。
- 宣传工作：负责部队内部的宣传鼓动与教育；对外的形象宣传建设与新闻发表。设立新闻报道组。
- 文化工作：负责部队内部的文化、体育活动的开展，丰富官兵文化生活。基层部队的文化工作部门下设俱乐部、电影放映组等。军、师两级设立业余文化工作队（不占编制，人员从基层选拔抽调）。总政治部、各军兵种、各大军区设有文工团（师级），以及足、篮、排、游泳、（运动）射击、冰雪项目等体工队等。此外，还有八一电影制片厂。非战时，出于精简目的，文化工作往往并入宣传工作。
- 保卫工作：负责部队内部的内部保卫、保密、防谍；部队管辖责任范围内的刑事案件的侦破。
- 联络（敌工）工作：通过政治、思想、心战、策反等手段联络友军、瓦解敌军。
- 群众工作：负责联系、协调、处理部队与驻地人民群众的拥军、爱民、军民纠纷处理等工作。如：“师政治部群工科”。1949年以前，成为“民运”工作。
- 直属政治工作：负责对部队所属直属队的政治工作。如：“师政治部直政科”。
- 秘书工作：负责部队政治部门的文秘、办公室勤务。如：“师政治部秘书科”。
- 计划生育工作：负责所有已婚在编军人、军队职工的计划生育。

## 越南共和国
- 越南共和國軍總參謀部政戰總局（前南越軍政治工作機構）